# ویلهلم گراف فون هوئناو
ویلهلم گراف فون هوئناو (آلمانی: Wilhelm Graf von Hohenau; ۲۷ نوامبر ۱۸۸۴ – ۱۱ آوریل ۱۹۵۷) سوارکار اهل آلمان بود.